# Markovics Sándor
Markovics Sándor (Sződ, 1856. október 30. – Budapest, 1909. január 4.) nyelvész, lapszerkesztő, állami főreáliskolai tanár.

## Élete
Markovics Miklós 1848-49-es Württemberg-ezredbeli honvéd-huszár hadnagy, később gárdatiszt és Kollonics Amália fia. Középiskoláit Vácon és Budán végezte, a pesti egyetemen előbb természettudományi tanulmányokat folytatott, később nyelvtudományiakat. 1882-ben a magyar és német nyelv és irodalomból nyert tanári oklevelet. A budai Zeneakadémiát és a pesti konzervatóriumot is elvégezte. 1880-tól 1887-ig a Magyar Nemzeti Múzeum könyvtáránál mint gyakornok volt alkalmazva. 1887-től a győri állami főreáliskolában tanított. Neje Auer Janka volt.

## Írásai
Cikkei az Egyetemes Philologiai Közlönyben (1879. Az ugor nyelvek elágazása, 1885. Könyvism.); a Nyelvtudományi Közleményekben (1879. Tung); a Magyar Nyelvőrben (1880. Szók és szólások egy régi magyar könyvből, 1885., 1886. Czigány szók a magyarban); a Magyar Könyv-Szemlében (1883. A legelső magyar abéczéskönyv); a Győri Hiradóban (1888. Néhány szó iparosainkhoz, Néhány szó leányainkról, Egyesületeinkhez, A szülőkhöz, Nem való gyermek kezébe a puska, Közgazdaságunk hanyatlása sat.), a Győri Hirlapban (1889. 33. sz. A dajka könyve, költői elb.); a középiskolai tanáregylet Közlönyében (1900. Az idegen élőnyelvek különösen a német nyelv tanítása szemléltető alapon); a Győri Közlönyben (1891. 102. sz. Daudet A. után ford.); a Győri Naplóban (1895. 1. sz. tárcza).

## Munkái
- Mordvin dalok. Budapest, 1885. (Bemutatta 1883. jún. 20. Különnyomat a Kisfaludy Társaság Uj F. XIX. Évlapjaiból).
- A nyelvrokonságról és a magyar nyelv rokonságáról. Győr, 1888. (Különnyomat a főreáliskolai Értesítőjéből.)
- Néhány szó az ifjusági könyvtárakról. Győr, 1898.
- Német nyelv-, olvasó- és gyakorlókönyv szemléltető alapon. Budapest, 1900-1901. Két rész. (Hegedűs I.-nal együtt. Mind a két részben az Übungsbuch-ot írta).
- Tájékoztató a Markovics-Hegedűs-féle Német nyelv-, olvasó- és gyakorlókönyvhez. Budapest, 1901.

Szerkesztette a Győri Hiradót 1887-1888. (Lasz Samuval együtt).
Arany János összes munkáinak kiadásánál (Budapest, 1883-85) Ráth Mór megbizásából a sajtó alá rendezéssel bizatott meg és a kiadás összes jegyzeteit, bibliográfiai összeállításait, magyarázatait írta. Két zeneműve: Farsangi mesék és Csolnakon c. megjelent a Pesti Hirlap mellékleteként 1893 körül.

## Álnevei és jegye
Ilvai Sándor, Goromba, Markotai, Börcsi, Jean d'Or, Ipari, Don Mephisto, Rigorosus és + (a Győri Hirmondóban, Győri Hirlapban és a Győri Naplóban).